# Hrabia Orford
Hrabia Orford (en. Earl of Orford) – brytyjski tytuł parowski trzykrotnie kreowany - w parostwie Anglii, Wielkiej Brytanii i Zjednoczonego Królestwa.
Hrabiowie Orford 1. kreacji (parostwo Anglii)
- dodatkowe tytuły: wicehrabia Barfleur, baron Shingay
- 1697–1727: Edward Russell, 1. hrabia Orford

Hrabiowie Orford 2. kreacji (parostwo Wielkiej Brytanii)
- 1742–1745: Robert Walpole, 1. hrabia Orford
- następni hrabiowie, patrz: baronowie Walpole

Hrabiowie Orford 3. kreacji (parostwo Zjednoczonego Królestwa)
- patrz: baronowie Walpole